# 가호군

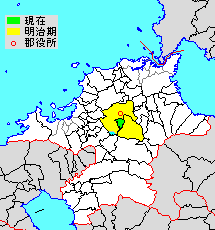
후쿠오카현 가호군의 위치 (녹색: 게이센정 하늘색: 후에 다른 군에서 편입된 구역)

가호군(일본어: 嘉穂郡)은 일본 후쿠오카현의 군이다.
인구 12,280명, 면적 20.14km², 인구밀도 610명/km².(2025년 3월 1일, 추계인구)
이하 1정으로 구성된다.
- 게이센정(桂川町)

## 군역
1896년 행정 구역으로 발족 당시의 군역은 위의 1정 외에 아래 구역에 해당한다.
- 이즈카시의 대부분
- 가마시의 대부분

## 역사

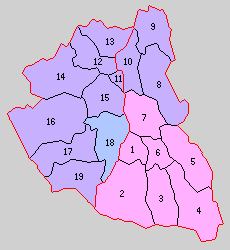
1.우스이촌 2.센즈촌 3.아시지로촌 4.미야노촌 5.구마타촌 6.오구마정 7.이나쓰키촌 8.쇼나이촌 9.가이타촌 10.가사마쓰촌 11.이즈카정 12.후타세촌 13.오야촌 14.진제이촌 15.호나미촌 16.다이부촌 17.가미호나미촌 18.게이센촌 19.우치노촌 (보라: 이즈카시 분홍: 가마시 빨강: 게이센정)

- 1896년 4월 1일 - 군제 시행에 따라 가마군·호나미군의 구역으로 '가호군이 발족. 다음의 정촌이 소속됨.(2정 17촌)
  - 구 가마군(1정 9촌) - 우스이촌(碓井村), 센즈촌(千手村), 아시지로촌(足白村), 미야노촌(宮野村), 구마타촌(熊田村), 오구마정(大隈町), 이나쓰키촌(稲築村)(현 가마시), 쇼나이촌(庄内村), 가이타촌(頴田村), 가사마쓰촌(笠松村)(현 이즈카시)
  - 구 호나미군(1정 8촌) - 이즈카정(飯塚町), 후타세촌(二瀬村), 오야촌(大谷村), 진제이촌(鎮西村), 호나미촌(穂波村), 다이부촌(大分村), 가미호나미촌(上穂波村)(현 이즈카시), 게이센촌(桂川村)(현 게이센정), 우치노촌(内野村)(현 이즈카시)
- 1909년 6월 1일 - 이즈카정·가사마쓰촌이 합병하여, 새로이 이즈카정이 발족.(2정 16촌)
- 1918년 1월 1일 - 오야촌이 정제 시행과 개칭으로 고부쿠로정(幸袋町)이 됨.(3정 15촌)
- 1924년 9월 1일 - 구마타촌이 정제 시행으로 구마타정(熊田町)이 됨.(4정 14촌)
- 1925년 5월 10일 - 구마타정이 개칭하여 야마다정(山田町)이 됨.
- 1932년
  - 1월 20일 - 이즈카정이 시제 시행으로 이즈카시(飯塚市)가 되어, 군에서 이탈.(3정 14촌)
  - 9월 1일 - 후타세촌이 정제 시행으로 후타세정(二瀬町)이 됨.(4정 13촌)
- 1940년 4월 17일 - 게이센촌이 정제 시행으로 게이센정(桂川町)이 됨.(5정 12촌)
- 1941년 4월 17일(7정 10촌)
  - 우스이촌이 정제 시행으로 우스이정(碓井町)이 됨.
  - 이나쓰키정이 정제 시행으로 이나쓰키정(稲築町)이 됨.
- 1947년 12월 7일 - 우치노촌이 아사쿠라군 야스촌의 일부를 편입.
- 1954년 4월 1일 - 야마다정이 시제 시행으로 야마다시(山田市)가 되어, 군에서 이탈.(6정 10촌)
- 1955년 1월 1일 - 오구마정·센즈촌·미야노촌·아시지로촌이 합병하여, 가호정(嘉穂町)이 발족.(6정 7촌)
  - 3월 1일 - 후타세정의 일부가 이즈카시에 편입.
  - 3월 31일(7정 4촌)
    - 가미호나미촌·우치노촌 및 다이부촌의 일부가 합병하여, 지쿠호정(筑穂町)이 발족.
    - 다이부촌의 잔여부가 호나미촌에 편입.
- 1957년 11월 3일 - 호나미촌이 정제 시행으로 호나미정(穂波町)이 됨.(8정 3촌)
- 1958년 11월 1일 - 쇼나이촌이 정제 시행으로 쇼나이정(庄内町)이 됨.(9정 2촌)
- 1959년 1월 1일 - 가이타촌이 정제 시행으로 가이타정(頴田町)이 됨.(10정 1촌)
- 1963년 4월 1일 - 후타세정·고부쿠로정·진제이촌이 이즈카시와 합병하여 새로이 이즈카시가 발족.(8정)
- 2006년
  - 3월 26일 - 지쿠호정·호나미정·쇼나이정·가이타정이 이즈카시와 합병하여 새로이 이즈카시이 발족.(4정)
  - 3월 27일 - 이나쓰키정·우스이정·가호정이 야마다시와 합병하여 가마시(嘉麻市)가 발족, 군에서 이탈.(1정)